# ジ・オライオン
ジ・オライオン (The Orion) は、ニューヨーク市マンハッタン、ヘルズ・キッチンもしくはクリントンの、8番街と9番街の間の、350 西42丁目に位置する超高層ビルである。この建物は、高さ604フィート (184 m) であり、58階建ての住宅である。高層ビルとしては、飛び抜けて高いわけではないが、2005年9月に骨組みが完成し、住宅ビルからはタイムズスクエアより西の42丁目の景色を見渡せ、どの方向からでもニューヨーク市の眺めを見られる。
建物は、ワン・マディソン・パークも設計した、建築事務所のCetraRuddyによって設計された。